# Augochlora isthmii
Augochlora isthmii är en biart som beskrevs av Schwarz 1934. Augochlora isthmii ingår i släktet Augochlora och familjen vägbin. Inga underarter finns listade.